# Agrilus armipes
Agrilus armipes – gatunek chrząszcza z rodziny bogatkowatych i podrodziny Agrilinae.
Gatunek ten opisany został w 2018 roku przez Eduarda Jendeka i Wasilija Griebiennikowa na łamach Zootaxa. Jako miejsce typowe wskazano okolice Gnai i góry Phou Pan w Laosie.
Chrząszcz o wrzecionowatym w zarysie ciele długości 4,5–6,8 mm. Wierzch ciała jest dwubarwny. Głowa wyposażona jest w oczy złożone o średnicy mniejszej niż połowa szerokości ciemienia. Ciemię jest gęsto pomarszczone. Czoło samca jest złotozielone, zaś samicy złotopomarańczowe. Czułki mają piłkowanie zaczynające się od czwartego członu, a człony od siódmego do dziesiątego mają wyraźne szypułki. Przedplecze jest poprzeczne, najszersze pośrodku, ma uwsteczniony płat przedni, prawie łukowate do niemal kanciastych brzegi boczne oraz rozwarte kąty tylne. Na powierzchni przedplecza występują guzek pośrodkowy oraz para wcisków tylno-bocznych. Prehumerus ma formę nitkowatą. Boczne żeberka przedplecza są umiarkowanie zbieżne. Pokrywy są rozlegle owłosione (rzadziej prawie nagie) i mają osobno wyokrąglone wierzchołki. Przedpiersie ma łukowato wykrojoną odsiebną krawędź płata oraz płaski wyrostek międzybiodrowy o prawie równoległych bokach. Zapiersie odznacza się płaskim wyrostkiem międzybiodrowym. Odwłok ma niezmodyfikowany pierwszy z widocznych sternitów (wentryt) oraz łukowatą wierzchołkową krawędź pygidium. Genitalia samca cechują się symetrycznym edeagusem o największej szerokości w części wierzchołkowej i ostrym, spiczastym szczycie.
Owad orientalny, znany z prowincji Houaphan w Laosie oraz stanu Meghalaya w północno-wschodnich Indiach.